# Do Outro Lado (filme)
Do Outro Lado (em alemão:  Auf der anderen Seite; em italiano:  Ai confini del paradiso; em turco:  Yasamin kiyisinda) é um filme de drama ítalo-turco-alemão de 2007 dirigido e escrito por Fatih Akın.
Foi selecionado como representante da Alemanha à edição do Oscar 2008, organizada pela Academia de Artes e Ciências Cinematográficas.

## Elenco
- Tuncel Kurtiz - Ali Aksu
- Baki Davrak - Nejat Aksu
- Nursel Köse - Yeter Öztürk
- Nurgül Yeşilçay - Ayten Öztürk
- Patrycia Ziolkovska - Charlotte "Lotte" Staub
- Hanna Schygulla - Susanne Staub
- İdil Üner - Ärztin
- Erkan Can - Cousin Ufuk
- Turgay Tanülkü - Cem